# 跑華街站
跑華街站（英語：Powell Street Station）是美國加州三藩市輕軌與三藩市灣區捷運系統的一個共構車站，位於三藩市市場街與跑華街交叉口的地下，北側為哈利代廣場。本站於1973年11月5日啟用，1980年引入輕軌。

## 位置
跑華街站位於市場街地鐵隧道內，範圍北起第四街，南至第五街。本站上方的跑華街與市場街站為跑華街-海德街及跑華街-梅森街纜車線的折返站，而聯合廣場距本站僅三個街區。威斯菲尔德旧金山购物中心位於市場街與跑華街路口處，旧金山铸币局則位於距本站僅一個街區的第五街與米慎街交叉口。鄰近本站的還有莫斯科尼中心、芳草地花園（及芳草地藝術中心）以及位於哈利代廣場的三藩市遊客服務中心。

## 車站結構
本站地下分為三層，最底層為灣區捷運站台，其上層為輕軌站台，地下夾層為站廳層。建設中的三藩市中央地鐵下穿本站。
| 地面     | 街道                       | 出入口 |
| 夹层     | 站厅                       | 票务服务、进出站闸机、威斯菲尔德旧金山购物中心出入口 |
| 地下一层 | 出城                       | J教堂列车往巴尔波亚公园方向 （市政中心/聯合國廣場） · K英格賽列车往巴尔波亚公园方向 （市政中心/聯合國廣場） · L塔拉瓦爾列车往第46大道与瓦乌纳方向 （市政中心/聯合國廣場） · M洋景列车往圣荷西与日内瓦/巴尔波亚公园方向 （市政中心/聯合國廣場） · N朱達列车往朱达与海滩方向 （市政中心/聯合國廣場） · S卡斯楚街接駁列车往卡斯楚街（平日）/西隧道口（AT&T球場比赛日）方向 （市政中心/聯合國廣場） |
| 地下一层 | 岛式站台，左边车门将会开启 | |
| 地下一层 | 进城                       | → J教堂列车往内河码头方向 （蒙哥馬利街） · → L塔拉瓦爾列车往内河码头方向 （蒙哥馬利街） · → M洋景列车往内河码头方向 （蒙哥馬利街） · → N朱達列车往第4街及国王街方向 （蒙哥馬利街） · → S卡斯楚街接駁列车（AT&T球場比赛日）往第4街及国王街方向 （蒙哥馬利街） · → T第三街列车往森尼戴尔方向 （蒙哥馬利街） >                                                                                     |
| 地下二层 | 南行/西行                  | █黄线列车往旧金山国际机场（平日）/密尔布瑞（周末）方向（市政中心/聯合國廣場） · █蓝线列车往戴利城方向 （市政中心/聯合國廣場） · █红线列车往密尔布瑞（平日）/戴利城（周末）方向（市政中心/聯合國廣場） · █绿线列车往戴利城方向 （市政中心/聯合國廣場） |
| 地下二层 | 岛式站台，左边车门将会开启 | |
| 地下二层 | 北行/东行                  | → █黄线列车往匹兹堡/湾角方向 （蒙哥馬利街） · → █蓝线列车往都柏林/普莱森顿方向 （蒙哥馬利街） · → █红线列车往列治文方向 （蒙哥馬利街） · → █绿线列车往费利蒙方向 （蒙哥馬利街） |

## 利用狀況
截至2013年12月，跑華街站是灣區捷運系統中最繁忙的車站，2015年則是第三繁忙的車站（前两名分别是内河码头和蒙哥马利街）。本站的主要使用者為遊客、購物者，但也有露宿者及街头艺人等在本站逗留。在本站及市區內的其他車站，部分乘客在晚高峰不得不反向乘車至葛连公园等客流較低的車站，以避開跨灣的大客流。

## 外部連結
- BART – Powell St. Station Overview （页面存档备份，存于）
- Street map from Mapquest （页面存档备份，存于）